# Épée de l'Islam

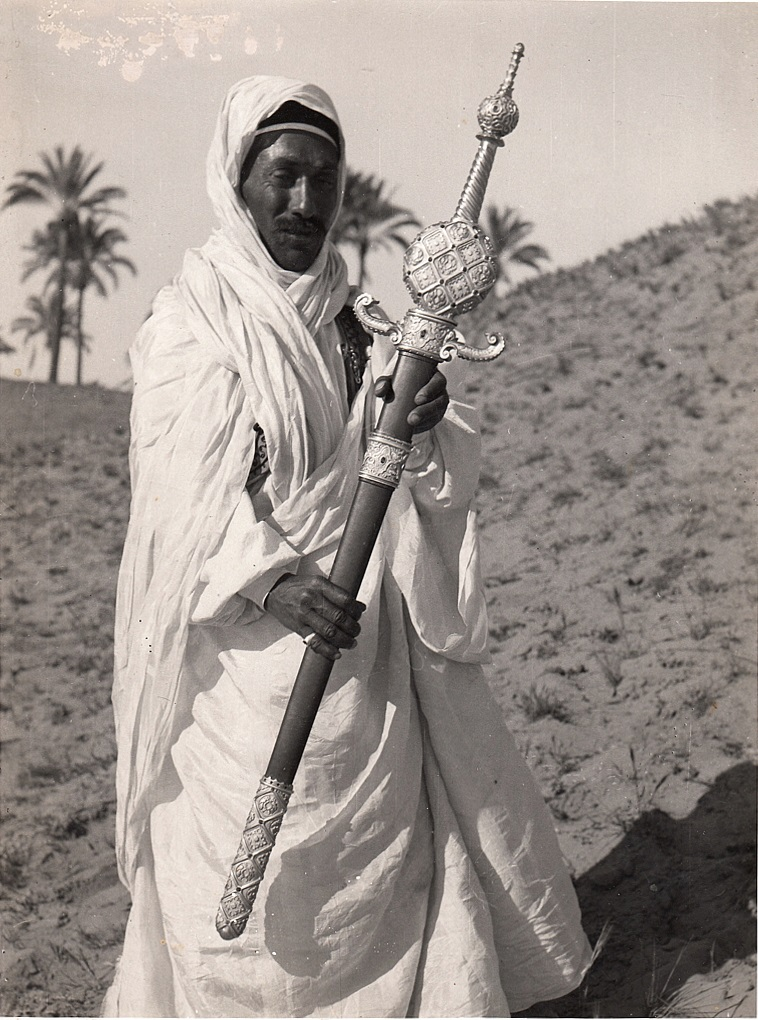
L'épée de l'Islam avec une garde dorée, ici tenue par un Libyen, peut-être Jusuf Kerbisch.

Pour le film italo-égyptien sorti en 1961, voir L'Épée de l'Islam.
L'épée de l'Islam (en arabe : سيف الإسلام, Sayf al-Islām) ou en italien : Spada dell'Islam est un outil de propagande colonial italien utilisé lors d'une cérémonie le 18 mars 1937 par Benito Mussolini. Faisant partie d'une stratégie de rapprochement entre le fascisme et les populations musulmanes, la remise de l'épée à Mussolini le place au statut autoproclamé de protecteur de l'Islam (en arabe : حامي الإسلام, Hāmī al-Islām), en italien : protettore dell'Islam.

## Contexte
L’Italie possède un empire colonial — le dernier à s’être mis en place — composé de l’Afrique orientale et de la Libye italienne (composée de la Tripolitaine et de la Cyrénaïque). La conquête de cette dernière colonie s’étendit sur vingt ans entre la guerre italo-turque de 1911-1915 et la résistance libyenne jusqu’en 1934. En 1931, l’Italie porte un coup fatal dans le camp des résistants anticoloniaux avec la pendaison d’Omar al-Mokhtar qui est perçue de manière négative dans le monde arabe et musulman, particulièrement parmi les classes dirigeantes panarabes. L’Italie est alors méprisée par les populations de ses colonies qui sont composées de pays majoritairement musulmans (avec la Somalie et l’Érythrée).

## L’épée

### Cérémonie
De fabrication italienne, l’épée fut forgée en Italie,,. Le 12 mars, Benito Mussolini débarque à Tobrouk pour une visite dans la colonie libyenne, généralement appelée « quatrième rivage », pour l’inauguration de la via Balbia. Le 18 mars, à l’entrée de Tripoli, dans l’oasis de Bùgara Mussolini apparaît au sommet d’une dune sur un cheval. La mise en scène le met en face de 2 000 cavaliers arabes saluant le dictateur,. C’est symboliquement un Berbère qui remet l’épée au dictateur. Le choix de ce dernier fait partie de la mise en scène, représentant la population indigène Jusuf Kerbisch est un des conseillers d’Italo Balbo, allié des Italiens pendant la pacification de la région,. Après avoir reçu l’épée, Mussolini la brandit vers le ciel avant de se diriger dans les rues de Tripoli à la tête des cavaliers arabes.
Plusieurs photographies de propagande ont été prises de Mussolini en cavalier brandissant l’épée. La photographie originale montre qu’un Libyen tenait le cheval, il a été ensuite effacé pour que le dictateur soit seul. L’épée est ensuite perdue après la Seconde Guerre mondiale.

### Politique
Outil de propagande, l’épée de l’Islam intronise Mussolini comme le « protecteur de l’Islam ». Ce geste vise à envoyer un message à la population arabe et musulmane de ses colonies pour assurer que le régime fasciste ne portera pas atteinte aux droits des indigènes. La mise en place d’une telle cérémonie est aussi un message pour les populations africaines en dehors des colonies italiennes. Elle fait partie de la propagande italienne pendant le ventennio consistant à un rapprochement avec les populations arabes, comme le montre l'exemple de Radio Bari. L'utilisation d'une telle posture envers l'Islam a créé un certain malaise en Italie, pays catholique.

#### Tunisie
La diaspora italienne s’est installée depuis l’unité sur le pourtour méditerranéen, particulièrement en Tunisie, Algérie et Égypte, alors colonies française et britannique. Plus de 80 000 Italiens résident à Tunis à la fin du XIXe siècle, Rome n'a pas abandonné une annexion de la Tunisie après la Gifle de Tunis en 1881. L'épée alors « pointée » vers la Tunisie donne le signe d'un soutien italien aux nationalistes tunisiens face aux Français pour une révolte anticoloniale. En réaction, en mai de la même année, la propagande italienne à travers le journal Azione coloniale met en avant la parole de deux Arabes tunisiens supportant le fascisme, Haseri Scheddine et M'Hamed Salah. Cette politique restera d'usage jusqu'en 1941 où les autorités italiennes accueillirent des nationalistes à Rome — dont Habib Bourguiba,.

#### Égypte
À l'est de la Libye, l'Égypte, sous influence britannique du fait du canal de Suez et du traité anglo-égyptien de 1936, était aussi visée. Tout en garantissant la Pax Britannica entre l'Italie et l'Empire britannique, Rome montrait son soutien envers les contestataires anti-britanniques et les nationalistes locaux.